# Население Актобе
Актобе — самый населённый город Западного Казахстана и является четвёртым городом в стране по этому показателю (после Алма-Аты, Астаны, Шымкента), тем самым является крупнейшим областным центром Республики; на четвёртое место Актобе вышел согласно данным на 1 октября 2019 года, когда численность населения города достигла 497 381 жителей, тогда как население Караганды, ранее на протяжении нескольких десятилетий занимавшей последовательно 2-е, 3-е и 4-е места в Казахстане, составило 496 701 житель. Причинами такого изменения позиций Актобе и Караганды по показателю численности населения несколько. Во-первых, весной 2019 года органы статистики Казахстана стали учитывать в составе населения собственно города Актобе 59 тыс. жителей сельских населённых пунктов, подчинённых городскому акимату, что статистически увеличило численность населения города на указанную величину. Во-вторых, в Актобе за первые 9 месяцев 2019 года отмечен естественный прирост в размере 6807 человек, тогда как в Караганде за тот же период времени естественный прирост составил 2712 человек. В-третьих, за указанный период В Актобе наблюдался миграционный прирост в размере 2580 человек, тогда как в Караганде отмечалась миграционная убыль в размере 3741 человек. 6 декабря 2019 года было официально объявлено то, что население Актобе достигло 500 тыс. жителей.

## Численность, плотность
| Численность населения | Численность населения | Численность населения | Численность населения | Численность населения | Численность населения | Численность населения | Численность населения |
| 1897                  | 1910                  | 1911                  | 1912                  | 1926                  | 1939                  | 1959                  | 1970                  |
| --------------------- | --------------------- | --------------------- | --------------------- | --------------------- | --------------------- | --------------------- | --------------------- |
| 2817                  | ↗10 716               | ↗13 866               | ↗14 228               | ↗20 861               | ↗48 749               | ↗96 680               | ↗149 914              |
| 1979                  | 1987                  | 1989                  | 1991                  | 1999                  | 2004                  | 2005                  | 2006                  |
| ↗190 569              | ↗248 000              | ↗253 532              | ↗265 300              | ↘253 088              | ↘249 759              | ↗253 952              | ↗258 014              |
| 2007                  | 2008                  | 2009                  | 2010                  | 2011                  | 2012                  | 2013                  | 2014                  |
| ↗262 830              | ↗268 644              | ↗345 687              | ↗348 956              | ↗361 174              | ↗367 391              | ↗371 357              | ↗385 438              |
| 2015                  | 2016                  | 2018                  | 2019                  | 2020                  | 2021                  | 2022                  | 2023                  |
| ↗387 945              | ↗450 154              | ↗476 967              | ↗487 994              | ↗500 803              | ↗513 004              | ↗549 381              | ↗559 965              |
|                       |                       |                       |                       |                       |                       |                       |                       |
|                       |                       |                       |                       |                       |                       |                       |                       |

Актобе занимает первое место по численности населения в Западном Казахстане и является четвертым городом в стране по этому показателю (после Алма-Аты, Астаны, Шымкента), тем самым, крупнейшим областным центром Республики.
Численность населения города — 526 742 человек. Плотность населения в городе составляет 1304 жителей на км², плотность населения городской администрации — 186,1 человек на км².

## Динамика роста
Начиная с 1993 года во всём Западном Казахстане, в том числе в Актобе и Актюбинской области, наблюдалась убыль населения. Численность населения в Актюбинской области снизилась на 8,5 %, уступая по этому показателю только Мангистауской области (8,8 %). Пик эмиграции пришёлся на 1994 год, когда население в течение года сократилось на 47 583 человека, 32,4 % из которых пришлись на Актюбинскую область. Основную массу эмигрантов составили представители депортированных в регион народов и специалисты, прибывшие в 1970—1980-е годы. 81,7 % всех немцев Западного Казахстана проживали в Актобе и области, и в 1993—1999 годах 13 021 из них покинули Казахстан.
На сегодня Актобе является одним из самых быстрорастущих городов Казахстана — в 2003—2013 годах численность населения возросла на 50 %. К сведению, население городов Туркестан, Жанаозен и Каскелен, показавших самые впечатляющие темпы роста, за указанный период выросло на 78 %. Росту населения города способствует повышение уровня рождаемости и снижение количества детских смертей (▼ 22 %).
В связи с ростом численности населения, власти разработали проект социально-экономического развития города, и начинают вести работы по корректировке генерального плана, данные меры направлены на достижение Актобе статуса «Город с миллионным населением». Реализация проекта рассчитана на период с 2011 по 2040 год.
В послании Президента Нурсултана Назарбаева к народу Казахстана говорится:

Первыми современными урбанистическими центрами Казахстана станут крупнейшие города — Астана и Алматы, далее — Шымкент и Актобе. Они должны стать также центрами науки и притяжения инвестиций и населения, предоставлять качественные образовательные, медицинские, социокультурные услуги.

## Гендерная и возрастная структура
В начале 2014 года в городской администрации проживало 428 024 человека, из них мужчин — 201 192 человека, женщин — 226 832 человека. 104 888 человек находились в возрастной группе до 15 лет (54 086 мужского и 50 806 женского пола). 283 823 человека были в возрасте от 16 до 63 лет (у женщин: до 58 лет), из них мужчин — 136 631 человек, женщин — 147 193 человек. Людей старше пенсионного возраста — 73 537 человек, из них мужчин — 20 339 человек, женщин — 53 198 человек.

## Этнический состав
Этнический состав населения города разнообразен. По результатам переписи населения в 2009 году, самыми многочисленными этническими группами городской администрации Актобе оказались казахи и русские. После них шли украинцы, татары, немцы и корейцы, число которых перевалило за тысячу человек. Среди этносов, число представителей которых превысило сотню, оказались белорусы, азербайджанцы, молдаване, чеченцы, узбеки, армяне, башкиры, карачаевцы, грузины, поляки, киргизы, марийцы, мордва, чуваши, цыгане и турки.
| Народ       | Численность чел. | %       |
| ----------- | ---------------- | ------- |
| общее число | 391 669          | 100 %   |
| казахи      | 286 672          | 73,19 % |
| русские     | 75 242           | 19,21 % |
| украинцы    | 12 694           | 3,24 %  |
| татары      | 6 737            | 1,72 %  |
| немцы       | 2 431            | 0,62 %  |
| корейцы     | 1 248            | 0,32 %  |
| остальные   | 6 645            | 1,70 %  |

| Народ       | Численность чел. | %       |
| ----------- | ---------------- | ------- |
| общее число | 428 024          | 100 %   |
| казахи      | 324 016          | 75,7 %  |
| русские     | 74 240           | 17,34 % |
| украинцы    | 11 848           | 2,77 %  |
| татары      | 6 746            | 1,58 %  |
| немцы       | 2 591            | 0,61 %  |
| корейцы     | 1 252            | 0,29 %  |
| остальные   | 6 645            | 1,71 %  |

Согласно переписи населения Российской империи 1897 года, население Актюбинска составляло всего 2817 человек, среди которых было 1728 русских (61,3 %), 550 украинцев (19,5 %), 276 татар (9,8 %), 126 мордвин (4,5 %), 96 казахов (3,4 %), 10 башкир (0,4 %), прочих 31 человек (1,1 %).

## Языки
Казахским языком владеют 85 % актюбинцев, русским — 91,7 % жителей города. Актюбинские казахи говорят на западном говоре (диалекте) казахского языка.
По данным переписи 2009 года, 92,5 % из 461 050 человек городского населения Актюбинской области считали язык своей национальности «родным». Казахский язык назвали родным 97,6 % (338 711) городских казахов, а русский язык был родным для 96,2 % русских (78 164). Среди представителей других национальностей этот показатель более низок — лишь 16 % украинцев, 47,9 % татар, 18,8 % немцев и 35,1 % корейцев назвали «родным» свой национальный язык. На базе Дома дружбы представителям различных этносов созданы условия для изучения своего языка, традиций и обычаев.
Из 265 545 казахов старше 15 лет, 97,6 % понимали устную казахскую речь, свободно читали и писали 94,1 % и 89,6 % соответственно. Среди 68 406 русских в этой возрастной категории устную казахскую речь понимали 42,8 %, свободно читали и писали 12,4 % и 9 % соответственно. Что касается владения русским языком, 94,4 % казахов в указанной возрастной категории понимали устную русскую речь, свободно читали и писали 86,1 % и 80,2 % соответственно. 97,7 % русских понимали русскую речь, 95,7 % свободно читали, 93,5 % могли свободно писать.
Изучение казахского языка представителями нетитульных национальностей поощряется администрацией города. В Актобе и других городах области работают центры, где можно бесплатно обучиться государственному языку. В казахоязычных детских садах и школах учатся 762 и 498 детей нетитульной национальности соответственно (2014).

## Актюбинская агломерация
Проект Актюбинской городской агломерации (каз. Ақтөбе агломерациясы) включает в себя город Актобе, его пригороды и ряд административных районов, окружающих территорию городской администрации. Общая численность населения — 541 тыс. человек (январь 2014). Планы по превращению города Актобе в современный урбанистический центр были высказаны президентом Казахстана Нурсултаном Назарбаевым в январе 2014 года. Ещё в сентябре 2013 года стало известно о планах создать в Казахстане ещё два города-миллионера, подобных Алма-Ате и (в ближайшем будущем) Астане.
Основные положения Генеральной схемы организации территории Республики Казахстан (утверждены постановлением Правительства Республики Казахстан от 30 декабря 2013 года № 1434) определяют агломерации двух уровней: 1-го уровня — Астанинская, Алматинская и Шымкентская агломерации, как обладающие наибольшим потенциалом; а также агломерации 2-го уровня — Актюбинская и Актауская. В данном документе утверждается, что территория Актюбинской агломерации заселена неравномерно и в среднем недостаточно плотно для активного развития процесса агломерирования.
По мнению специалистов Министерства экономики и бюджетного планирования Казахстана в отдалённой перспективе демографическая «ёмкость» Актюбинской агломерации составит 1,3 млн человек. Изначально планировалось, что в состав агломерации войдут 31 населенный пункт Алгинского, Каргалинского, Мартукского, Мугалжарского и Хромтауского районов (Хромтау, Алга, Кандыагаш и др.), но к 2014 году их количество увеличилось до 46 населённых пунктов в часовой доступности от Актобе.

## Известные уроженцы
- Абишев, Бахытжан Алимбаевич (1947—2017) — советский и казахстанский скульптор.
- Адилов, Асет Серикович (род. 1985) — казахский борец греко-римского стиля, бронзовый призёр чемпионата Азии.
- Акимов, Фёдор Филиппович (1915—1965) — командир отделения станковых пулемётов 705-го стрелкового полка 121-й стрелковой Рыльской дивизии 60-й армии Центрального фронта, Герой Советского Союза.
- Алтынбекова, Сабина Абаевна (каз. Сабина Абайқызы Алтынбекова; род. 1996) — казахстанская волейболистка, член сборной Республики Казахстан.
- Альберс-Рахмедова, Сауле Лазаревна (род. 1969) — прима-балерина Казахского государственного академического театра оперы и балета имени Абая.
- Афанасьев, Виктор Андреевич (1917—1987) — советский режиссёр; народный артист УССР. Художественный руководитель Харьковского театра кукол.
- Базаргалиев, Куаныш Сагынгалиевич (род. 1969) — казахстанский художник.
- Балаев, Геннадий Николаевич (род. 1940) — советский и казахский актёр театра и кино. Заслуженный артист Казахстана.
- Бекжанов, Айдар Булатулы (род. 1993) — казахстанский конькобежец, участник двух Олимпиад.
- Бойченко, Виктор Кузьмич (1925—2012) — старший лейтенант Советской Армии, Герой Советского Союза.
- Брусиловский, Сергей Алексеевич (1923—2005) — инженер, учёный, профессор, лауреат Ленинской премии.
- Бурлаков, Александр Алексеевич (1906—1976) — советский инженер-контр-адмирал.
- Бухман, Юрий Вадимович (1923-2001) — советский тренер по боксу. Заслуженный тренер СССР.
- Владимир (Котляров) (1929—2022) — митрополит Санкт-Петербургский и Ладожский (1995—2014).
- Гайданов, Олег Иванович (род. 1945) — российский юрист и политик, профессор, врио генерального прокурора Российской Федерации.
- Гончаров, Евгений Владимирович (род. 1981) — ЗМС по гиревому спорту, 12-ти кратный Чемпион Мира, 30-кратный Чемпион Казахстана, 3-х кратный Чемпион Европы, 2-х кратный Чемпион Азии, Абслютный рекордсмен Азии в толчке по длинному циклу, Рекордсмен Мира, Абсолютный Рекордсмен Казахстана в толчке по длинному циклу. Победитель Кубка Казахстана по армрестлингу.
- Гончаров, Иван Михайлович (род. 1905) — начальник УНКГБ—УМГБ Акмолинской области.
- Гуцало, Александр Семёнович (1911—1946) — капитан, штурман 845-го истребительного авиационного полка 269-й истребительной авиационной дивизии 4-й воздушной армии 2-го Белорусского фронта. Герой Советского Союза.
- Даулбаев, Асхат Кайзуллаевич (каз. Асқат Қайзоллаұлы Дауылбаев; род. 1962) — казахстанский Генеральный Прокурор Республики Казахстан.
- Джаманова, Роза Умбетовна (1928—2013) — советская, казахская оперная певица (сопрано). Народная артистка СССР.
- Джафаров, Галиб Мусаевич (род. 1978) — казахстанский боксёр, чемпион мира. ЗМС Республики Казахстан.
- Енсепов, Асылбек (каз. Асылбек Еңсепов; род. 1980) — кюйши-домбрист, Заслуженный деятель Республики Казахстана. Лауреат государственной премии «Дарын» и лауреат независимой премии «Платиновый Тарлан».
- Жаманбаев, Базаргали Ажиевич (род. 1942) — советский и казахский дирижёр, хормейстер, музыкальный педагог, профессор. Народный артист Казахской ССР. Лауреат Государственной премии Республики Казахстан.
- Жанибекова, Ольга Советбаевна  (род 1986) — казахстанская спортсменка, борец вольного стиля, призёрка чемпионата мира, участница Олимпийских игр.
- Ибраев, Рустам  (род. 1991) — казахстанский дзюдоист, вице-чемпион мира 2015 года.
- Калдыгулова, Сания Мусаевна  (каз. Сәния Мұсақызы Қалдығұлова; род. 1956 года) — секретарь Актюбинского областного маслихата; депутат Мажилиса Парламента Казахстана.
- Касимцев, Юрий Петрович (1926—2005) — советский старший плавильщик Березниковского титано-магниевого комбината Пермской области, Герой Социалистического Труда.
- Козлов, Владимир Иванович  (род. 1960) — казахстанский политик, председатель Координационного комитета «Алга!». Политзаключённый.
- Крицкий, Вячеслав Николаевич (род. 1959) — полковник ВС РФ, лётчик-испытатель, Герой Российской Федерации.
- Куанов, Есет Советович  (род. 1992) — казахский самбист и дзюдоист, победитель розыгрышей Кубка Азии по дзюдо, призёр чемпионата Азии по самбо, победитель и призёр розыгрышей Кубка мира по самбо, чемпион и призёр чемпионатов мира по самбо.
- Кузденбаева, Раиса Салмаганбетовна  (каз. Райса Күзденбаева; род. 1942) — казахстанский учёный-фармаколог, Академик Национальной академии наук Республики Казахстан, член-корреспондент академии медицинских наук Республики Казахстан, председатель фармакологического комитета Республики Казахстан.
- Кузнецов, Николай Дмитриевич (10 (23) июня 1911 — 31 июля 1995) — советский генеральный конструктор авиационных и ракетных двигателей. Действительный член АН СССР и РАН, дважды Герой Социалистического Труда. Лауреат Ленинской премии. Почётный гражданина Куйбышева.
- Кургулина, Гульбахрам Ауесхановна (род. 1961) — казахстанская писательница.
- Люкин, Валерий Викторович (род. 17 декабря 1966, Актюбинск, Казахская ССР) — советский гимнаст, двукратный олимпийский чемпион. ЗМС СССР.
- Майкеев, Мурат Жалелович  (каз. Мұрат Жәлелұлы Майкеев; род. 1959) — казахский генерал-лейтенант. Начальник Генерального штаба Вооружённых сил Республики Казахстан.
- Махатов, Рахимжан Орынбасарович ) (каз. Рахымжан Орынбасарұлы Мақатов; 1986—2011) — террорист-смертник.
- Модзолевский, Виктор Игоревич  (1943—2011) — советский фехтовальщик на шпагах; ЗМС России.
- Мукашев, Серикжан Шайзадаевич (каз. Серікжан Шайзадаұлы Мұқашев) — казахстанский генеральный директор республиканского государственного предприятия «Казахавтодор».
- Мурзалин, Малик Кенесбаевич  (каз. Мырзалин Мәлік Кеңесбайұлы; род. 1971) — казахстанский аким Акмолинской области.
- Нежметдинов, Рашид Гибятович (тат. Räşit Hibät ulı Näcmetdinov, Рәшит Һибәт улы Нәҗметдинов; 1912—1974) — советский шахматист и шашист. Международный мастер по шахматам, мастер спорта СССР по шашкам; первый человек в мире, владевший одновременно званиями мастера по этим двум видам спорта. Пятикратный чемпион РСФСР по шахматам, двукратный победитель командных чемпионатов СССР, призёр международных турниров в СССР и за рубежом, обладатель многочисленных наград за самые красивые партии турниров.
- Осинцев, Юрий Валерьевич  (род. 1954) — российский член Совета Федерации.
- Оспанов, Марат Турдыбекович (1949—2000) — первый Председатель Мажилиса Парламента Республики Казахстан.
- Пацаев, Виктор Иванович  (1933—1971) — лётчик-космонавт СССР, Герой Советского Союза (посмертно). Первый астроном в мире, работавший за пределами земной атмосферы.
- Письменный, Вячеслав Михайлович  (1950—2004) — подполковник, командир вертолётного полка в составе 40-й армии Краснознамённого Туркестанского военного округа (Ограниченный контингент советских войск в Демократической Республике Афганистан). Герой Советского Союза.
- Поскребетьев, Александр Георгиевич (1918—2001) — председатель Актюбинского горисполкома.
- Роменец, Владимир Андреевич (1926—2018) — советский и российский ученый, автор процесса Ромелт.  Доктор технических наук, профессор. Лауреат Государственной премии СССР.
- Сагинтаев, Сапар Сагинтаевич (1936—2020) — первый секретарь Степного, Уилского, Октябрьского райкомов КПК, председатель Актюбинского облисполкома.
- Серазетдинов, Дуглас Зияевич (1934—1994) — химик-неорганик, доктор химических наук, профессор.
- Сугралинов, Данияр Саматович (род. 1978) — казахстанский писатель и бизнесмен.
- Сулейменова, Зульфия Булатовна (каз. Зүлфия Болатқызы Сүлейменова; род. 1990) — казахстанский депутат мажилиса парламента Казахстана VII созыва.
- Тажи, Айгерим  (род. 1981) — современный казахстанский поэт, финалист Международной литературной премии Дебют в номинации «Поэзия».
- Тажин, Марат Муханбетказиевич (род. 1960) —  Министр иностранных дел Республики Казахстан. Чрезвычайный и Полномочный Посол Республики Казахстан в Чешской Республике.
- Толкачёв, Адольф Георгиевич (1927—1986) — советский инженер и агент ЦРУ.
- Тумыш, Канат Кобыландыулы  (род. 1975) — казахстанский дипломат, Чрезвычайный и Полномочный Посол Республики Казахстан в Южно-Африканской Республике.
- Филатов, Геннадий Васильевич (1936—2013) — советский генерал-полковник; командующий Смешанными силами по поддержанию мира (ССПМ) в зоне грузино-осетинского конфликта в Южной Осетии.
- Хаджимурадова, Татьяна Леонидовна (урожд. Росланова; род. 1980) — мастер спорта Республики Казахстан международного класса по лёгкой атлетике (бег на средние дистанции).
- Чунакова, Ольга Михайловна (род. 1948) — советский и российский востоковед-иранист, литературовед, историк, специалист по иранскому историческому языкознанию, среднеперсидскому (пехлевийский) языку и литературе, среднеперсидскому (манихейскому), парфянскому, согдийскому языкам, манихейской литературе. Доктор филологических наук.

## Комментарии
1. ↑  Отдельной статистики по городу нет
2. ↑  Такое название закреплено в официальных документах. В некоторых СМИ: Актюбинская агломерация